# Democristians Eslovens
Els Democristians Eslovens (en eslovè Slovenski krščanski demokrati, SKD) va ser un partit polític de centredreta d'Eslovènia actiu durant 1989 i l'any 2000.
Va ser fundat com a Moviment Social Cristià Eslovè el març de 1989, modificat el 2 de novembre del mateix any com a Democristians Eslovens i Lojze Peterle va ser elegit com a president.
Entre 1990 i 1992, va ser el partit més important de l'aliança DEMOS. Entre 1992 i 1996, va formar una gran coalició amb la Liberal Democràcia d'Eslovènia, i els seus membres eren ministres al segon gabinet de Janez Drnovšek. Entre 1996 i 2000 es va mantenir a l'oposició. L'any 2000 es va fusionar amb el Partit Popular Eslovè (SLS). Poc després, però, diversos antics membres destacats dels democristians, inclosos Lojze Peterle i el primer ministre Andrej Bajuk, van abandonar el SLS i van formar Nova Eslovènia.
Els democristians eslovens van ser els hereus legals oficials de l'històric Partit Popular Eslovè, el partit polític més important a les terres eslovenes entre 1907 i 1941.

## Resultats electorals

### Assemblea Nacional
| Any  | Vots    | %     | Escons  | +/- | Govern   |
| ---- | ------- | ----- | ------- | --- | -------- |
| 1990 | 140,403 | 12.98 | 11 / 90 | Nou | Coalició |
| 1992 | 172,424 | 14.51 | 15 / 90 | 4   | Coalició |
| 1996 | 102,852 | 9.62  | 10 / 90 | 5   | Oposició |